# Récepteur muscarinique

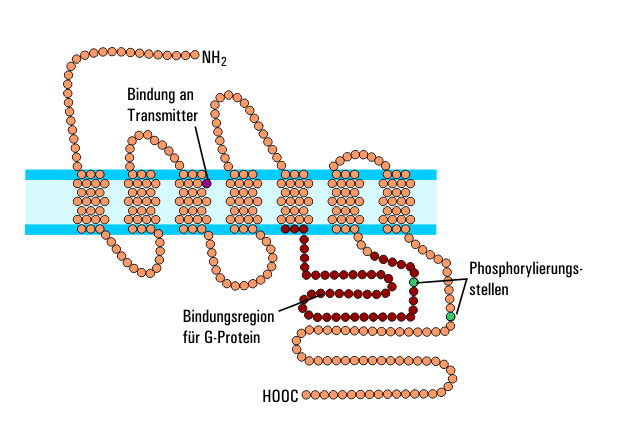
Schéma d'un récepteur muscarinique.

Un récepteur muscarinique est un récepteur métabotrope qui lie l'acétylcholine libérée dans le milieu extracellulaire. Les récepteurs muscariniques présentent 5 sous-types : M1, M2, M3, M4 et M5. Cette liaison entraîne soit une inhibition de l'adénylate cyclase, ce qui diminue la concentration intracellulaire en AMP cyclique, soit une activation de la phospholipase C (PLC), provoquant une augmentation de la concentration intracellulaire de diacylglycérol (DAG) et d'inositol triphosphate (IP3). Ces deux seconds messagers activent ou inhibent plusieurs voies métaboliques, qui peuvent activer des canaux ioniques et influencer le potentiel de membrane. Dans les poumons, ce mécanisme sous le contrôle du système parasympathique provoque une bronchoconstriction qui peut être à l’origine de crise d’asthme.

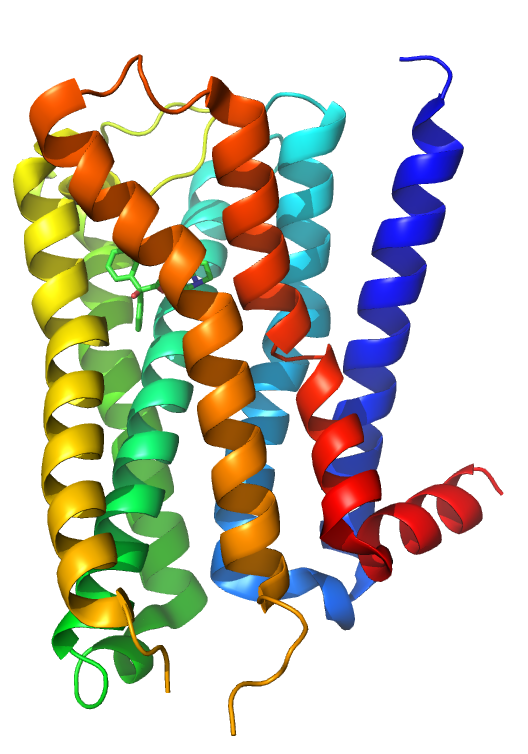
La structure d'un récepteur muscarinique M2.

Il tient son nom de son agoniste, la muscarine. Les récepteurs muscariniques ouvrent aussi les canaux potassiques.

## Mécanisme
La fixation de l'agoniste sur ce récepteur active, par modification de conformation, la protéine G qui lui est couplée. Celle-ci hydrolyse alors du GTP en GDP (d'où son nom de « G » pour « Guanine binding protein »). Cela provoque un deuxième changement de conformation, cette fois au niveau du canal ionique associé au complexe récepteur-protéine G en question. Ce canal devient perméable à l'ion potassium. Du K+ peut donc sortir du compartiment post-synaptique, créant ainsi le courant ionique nécessaire à la propagation du signal. 
Ce récepteur est dit « à messager unique » car il ne fait intervenir que la protéine G comme intermédiaire. Il est impliqué dans la voie de transmission rapide : l'effet est obtenu 30 à 100 ms après fixation du récepteur.
On peut retenir que les effets possibles sont ceux de la protéine Gq (M1, M3 et M5) et de la protéine Gi (M2 et M4).